# Werla
Il rudere di Werla si trova nel Land tedesco della Bassa Sassonia e rappresenta uno dei pochi monumenti altomedievali della Germania settentrionale.
Il complesso palatino, Kaiserpfalz di Werla, sorge su un altopiano naturale di 17 m sopra l'Oker ed ha un'estensione di circa 20 ettari.

## Storia

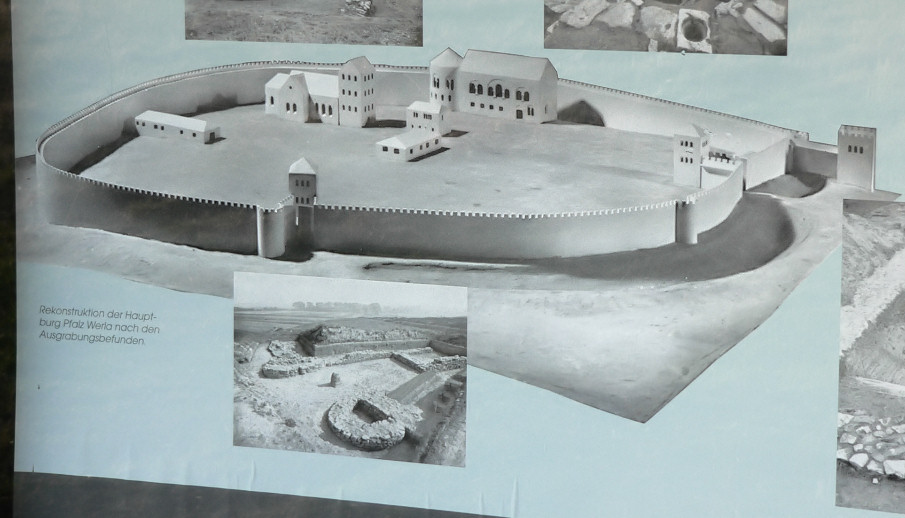
Ricostruzione del Kaiserpfalz di Werla

La prima menzione del castello risale al 924 o 926 quando in un documento del cronista sassone Vitichindo di Corvey si racconta che l'imperatore Enrico I soggiornò in questo palazzo.
Il palazzo venne edificato in questo luogo con la funzione di difendere i confini dell'impero dalle invasioni ungare.
Nell'Alto Medioevo, il palazzo è stato un sito importante per la storia del Sacro Romano Impero, soprattutto per la dinastia ottoniana del X secolo.
Dopo aver successivamente perso importanza politica, a causa dello sviluppo della città di Goslar, come nuova sede imperiale, si sviluppò in un insediamento indipendente con una vivace produzione economica. Nel XIV secolo, cadde in disuso e rimase tale fino alla sua riscoperta nel XIX secolo.